# Droga wojewódzka nr 809
Droga wojewódzka nr 809 (DW809) – droga wojewódzka klasy Z o długości 61 km w województwie lubelskim, w powiecie grodzkim Lublin oraz w powiatach ziemskich lubelskim i lubartowskim. 
Droga przebiega południkowo łącząc Lublin z Przytocznem. Rozpoczyna się na węźle „Lublin Węglin" na obwodnicy Lublina, gdzie krzyżuje się z drogą ekspresową S19 i drogą wojewódzką nr 747. W Lublinie przebiega al. Kraśnicką, ul. Bohaterów Monte Cassino, al. Tadeusza Mazowieckiego, ul. gen. Bolesława Ducha, Poligonową i Bohaterów Września. Następnie na węźle „Lublin Czechów” przecina Obwodnicę Lublina w ciągu dróg ekspresowych S12, S17 oraz S19. W Krasieninie-Kolonii krzyżuje się z drogą wojewódzką nr 828. Kończy się w Przytocznie na skrzyżowaniu z drogą krajową nr 48 Dęblin – Kock. Ze względu na jej bieg, może ona stanowić alternatywną trasę dla drogi ekspresowej S17 (odcinek Lublin - Moszczanka) lub drogi krajowej nr 19 (Lublin - Kock).

## Zarządcy drogi
- odcinek w granicach miasta Lublina: Zarząd Dróg i Mostów w Lublinie
- odcinek od granicy gminy Niemce oraz miasta Lublina do skrzyżowania z DW828 w Krasieninie-Kolonii oraz odcinek od węzła Lublin Węglin do granicy gminy Konopnica i miasta Lublina: Zarząd Dróg Wojewódzkich w Lublinie – Rejon DW Lublin
- odcinek Krasienin-Kolonia – Przytoczno: Zarząd Dróg Wojewódzkich w Lublinie – Rejon DW Parczew

## Miejscowości leżące przy trasie DW809
- Marynin (węzeł drogowy "Lublin Węglin" z drogą ekspresową nr S19 i drogą wojewódzką nr 747)
- Lublin (krzyżuje się tutaj z drogą wojewódzką nr 830 oraz drogą wojewódzką nr 874)
- Jakubowice Konińskie (węzeł drogowy "Lublin Czechów" z drogą ekspresową nr S12, S17 i S19)
- Snopków
- Smugi
- Majdan Krasieniński
- Krasienin-Kolonia (skrzyżowanie z drogą wojewódzką nr 828)
- Krasienin
- Osówka
- Pryszczowa Góra
- Starościn
- Starościn-Kolonia
- Syry
- Samoklęski-Kolonia Druga
- Samoklęski
- Rudka Gołębska
- Aleksandrówka
- Gołąb (skrzyżowanie z drogą powiatową nr 1528L)
- Rudno
- Michów
- Mejznerzyn
- Katarzyn
- Anielówka
- Drewnik
- Węgielce
- Jeziorzany
- Przytoczno (skrzyżowanie z drogą krajową nr 48)